# Takagia lugubris
Takagia lugubris är en insektsart som först beskrevs av Lethierry 1876.  Takagia lugubris ingår i släktet Takagia och familjen spottstritar. Inga underarter finns listade i Catalogue of Life.